# 阿倫·拉姆斯代爾
阿伦·克里斯托弗·拉姆斯代尔（英語：Aaron Christopher Ramsdale；1998年5月14日—），是一位英格蘭職業足球員，現時效力英格蘭超級足球聯賽球會纽卡斯尔联（由南安普顿外借）和英格蘭足球代表隊。司職守門員。

## 球會生涯
拉姆斯代爾出身自錫菲聯的青訓系統。於2017年1月31日，他轉會至般尼茅夫，初期被外借至車士打菲特和AFC溫布頓。為般尼茅夫上陣一季後，拉姆斯代爾返回母會錫菲聯，轉會費為1800萬鎊。2021年，他以3000萬鎊的價錢轉投阿森纳，成為該球會史上最昂貴的守門員。
2025年8月2日，紐卡素宣佈藍斯度以租借形式從修咸頓加盟，租借期為一年，另設有明年夏天買斷的選擇權。

## 國家隊生涯
拉姆斯代爾曾代表各階英格蘭足球代表隊參賽，於2017年贏得該屆的歐洲U-19足球錦標賽。
2021年5月25日，拉姆斯代爾首次入選英格蘭足球代表隊2020年歐洲盃33人初選名單。
2021年6月14日，由於迪恩·亨德森受傷退出，拉姆斯代爾替補入選2020年歐洲杯26人名單。
2021年11月15日，拉姆斯代爾在對陣聖馬力諾的2022年世界盃外圍賽中代表英格蘭足球代表隊首秀。
2022年11月，拉姆斯代爾入選英格蘭足球代表隊26人名單，參加在卡塔爾舉行的2022年世界盃。

## 榮譽
兵工廠
- 英格蘭社區盾冠軍：2023年[8]

英格蘭國家隊
- 歐洲國家盃亞軍：2020、2024